# Roveredo (Capriasca)
Roveredo (in tedesco Roferit, desueto, in dialetto ticinese Roveréd) è una frazione di 693 abitanti del comune svizzero di Capriasca, nel Canton Ticino (distretto di Lugano).

## Storia

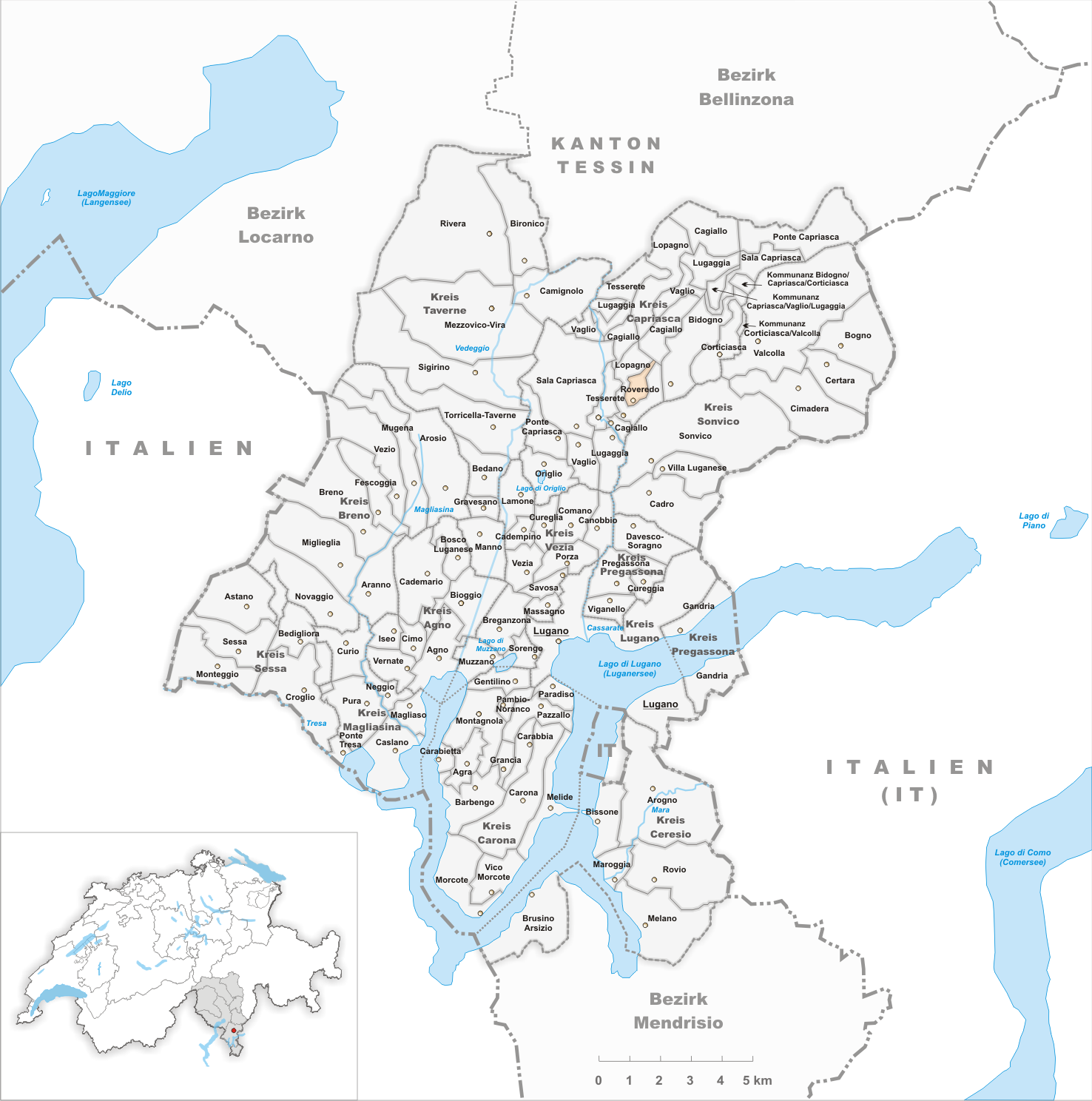
Il territorio del comune di Roveredo prima degli accorpamenti comunali del 2001

Già comune autonomo che si estendeva per 0,72 km², il 15 ottobre 2001 è stato accorpato agli altri comuni soppressi di Cagiallo, Lopagno, Sala Capriasca, Tesserete e Vaglio per formare il comune di Capriasca.

## Monumenti e luoghi d'interesse
- Oratorio di San Bernardo di Chiaravalle, eretto nel 1403[1];
- Cappella votiva, nella parte settentrionale del villaggio, con l'affresco della Crocifissione di Giovanni Battista Sertorio e la fontana che si trova a ridosso dell'edificio[senza fonte];
- Capelòna, cappella con dipinti del XVIII secolo e del 1835[senza fonte];
- Cappella Ar Orte[senza fonte];
- Cappella Sarogg[senza fonte];
- Cappella Termen[senza fonte];
- Capanna Ginestra, a 965 m s.l.m.

## Società

### Evoluzione demografica
L'evoluzione demografica è riportata nella seguente tabella:
Abitanti censiti

## Cultura
L'Archivio audiovisivo di Capriasca e Val Colla conserva immagini e filmati della zona. Conserva anche i fondi di provenienza privata come la raccolta di foto dello scultore Mario Bernasconi e della moglie Irma Pannes; il fondo di Domenico Quirici di Bidogno con foto scattate a cavallo tra XIX e XX secolo; il fondo fotografico del convento di Bigorio; il fondo Luigi Rossi, pittore; le foto scattate da Ernest Bloch a Roveredo.

## Amministrazione
Ogni famiglia originaria del luogo fa parte del cosiddetto comune patriziale e ha la responsabilità della manutenzione di ogni bene ricadente all'interno dei confini della frazione.